# 세븐스타

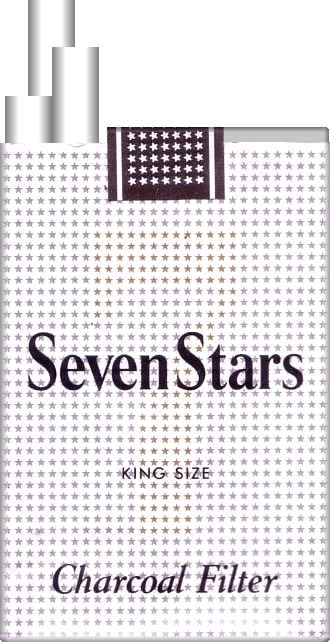

세븐스타(일본어: セブンスター, 영어: Seven Stars)는 일본 담배 산업 (JT)에서 판매 및 제조하는 궐련 제품이다. 1969년 2월 1일, 일본에서 처음으로 차콜 필터를 채용한 담배로 발매되었다.

## 같이 보기
- 일본의 흡연